# Кар'єрне озеро

Кар'єрне озеро у Фремонт (Каліфорнія)

Кар'єрне озеро — це озеро, яке утворюється після закриття кар'єра .

## Формування
У процесі видобутку необхідно відкачувати воду. Але після того, як видобуток корисних копалин припинено, ґрунтові й дощові води збираються в кар'єрі .
Глибина кар'єрного озера залежить від опадів у регіоні.